# 6 Ore di Imola 2024
La 6 Ore di Imola 2024 è stata la diciannovesima edizione della corsa di durata sull'Autodromo Enzo e Dino Ferrari a Imola, la prima valevole per il Campionato del mondo endurance.

## Programma
| Data               | Ora locale (Italia) | Evento              |
| ------------------ | ------------------- | ------------------- |
| Venerdì 19 aprile  | 12:00-13:30         | Prove libere 1      |
| Venerdì 19 aprile  | 17:15-18:45         | Prove libere 2      |
| Sabato 20 aprile   | 11:10-12:10         | Prove libere 3      |
| Sabato 20 aprile   | 14:45-14:57         | Qualifiche GT3      |
| Sabato 20 aprile   | 15:05-15:15         | Hyperpole GT3       |
| Sabato 20 aprile   | 15:25-15:37         | Qualifiche Hypercar |
| Sabato 20 aprile   | 15:45-15:55         | Hyperpole Hypercar  |
| Domenica 21 aprile | 13:00-19:00         | Gara                |
| Note               |                     |                     |

## Elenco iscritti
Il 2 d'aprile viene ufficializzato l'elenco degli iscritti alla 6 Ore di Imola.  La Cadillac Racing che si presenta ad Imola con solo due piloti confermandoEarl Bamber e Alex Lynn, mentre Sébastien Bourdais ,terzo pilota in Qatar, è impegnato negli USA per il campionato IMSA. Mentre Jules Gounon sostituisce l'infortunato Ferdinand Habsburg sulla Alpine A424 numero 35.
| No. | Squadra                   | Auto                          | Pneumatici | Pilota 1              | Pilota 2           | Pilota 3            |
| --- | ------------------------- | ----------------------------- | ---------- | --------------------- | ------------------ | ------------------- |
| 2   | Cadillac Racing           | Cadillac V-LMDh               | M          | Earl Bamber           | Alex Lynn          |                     |
| 5   | Porsche Penske Motorsport | Porsche 963                   | M          | Michael Christensen   | Matt Campbell      | Frédéric Makowiecki |
| 6   | Porsche Penske Motorsport | Porsche 963                   | M          | André Lotterer        | Laurens Vanthoor   | Kévin Estre         |
| 7   | Toyota Gazoo Racing       | Toyota GR010 Hybrid           | M          | Mike Conway           | Kamui Kobayashi    | Nyck de Vries       |
| 8   | Toyota Gazoo Racing       | Toyota GR010 Hybrid           | M          | Sébastien Buemi       | Brendon Hartley    | Ryō Hirakawa        |
| 11  | Isotta Fraschini          | Isotta Fraschini Tipo 6 LMH-C | M          | Carl Wattana Bennett  | Jean-Karl Vernay   | Antonio Serravalle  |
| 12  | Hertz Jota Sport          | Porsche 963                   | M          | Will Stevens          | Norman Nato        | Callum Ilott        |
| 15  | BMW M Team WRT            | BMW M Hybrid V8               | M          | Dries Vanthoor        | Raffaele Marciello | Marco Wittmann      |
| 20  | BMW M Team WRT            | BMW M Hybrid V8               | M          | Sheldon van der Linde | Robin Frijns       | René Rast           |
| 35  | Alpine Endurance Team     | Alpine A424                   | M          | Paul-Loup Chatin      | Jules Gounon       | Charles Milesi      |
| 36  | Alpine Endurance Team     | Alpine A424                   | M          | Matthieu Vaxivière    | Nicolas Lapierre   | Mick Schumacher     |
| 38  | Hertz Jota Sport          | Porsche 963                   | M          | Oliver Rasmussen      | Philip Hanson      | Jenson Button       |
| 50  | Ferrari AF Corse          | Ferrari 499P                  | M          | Antonio Fuoco         | Nicklas Nielsen    | Miguel Molina       |
| 51  | Ferrari AF Corse          | Ferrari 499P                  | M          | Alessandro Pier Guidi | Antonio Giovinazzi | James Calado        |
| 63  | Lamborghini Iron Lynx     | Lamborghini SC63              | M          | Daniil Kvjat          | Mirko Bortolotti   | Edoardo Mortara     |
| 83  | AF Corse                  | Ferrari 499P                  | M          | Robert Kubica         | Ye Yifei           | Robert Švarcman     |
| 93  | Peugeot TotalEnergies     | Peugeot 9X8                   | M          | Mikkel Jensen         | Jean-Éric Vergne   | Nico Müller         |
| 94  | Peugeot TotalEnergies     | Peugeot 9X8                   | M          | Stoffel Vandoorne     | Paul di Resta      | Loïc Duval          |
| 99  | Proton Competition        | Porsche 963                   | M          | Julien Andlauer       | Harry Tincknell    | Neel Jani           |

| No. | Squadra              | Auto                          | Pneumatici | Pilota 1              | Pilota 2           | Pilota 3            |
| --- | -------------------- | ----------------------------- | ---------- | --------------------- | ------------------ | ------------------- |
| 27  | Heart of Racing Team | Aston Martin Vantage GT3 Evo  | G          | Daniel Mancinelli     | Alex Riberas       | Ian James           |
| 31  | Team WRT             | BMW M4 GT3                    | G          | Augusto Farfus        | Sean Gelael        | Darren Leung        |
| 46  | Team WRT             | BMW M4 GT3                    | G          | Valentino Rossi       | Maxime Martin      | Ahmad Al Harthy     |
| 54  | Vista AF Corse       | Ferrari 296 GT3               | G          | Francesco Castellacci | Davide Rigon       | Thomas Flohr        |
| 55  | Vista AF Corse       | Ferrari 296 GT3               | G          | Alessio Rovera        | Simon Mann         | François Heriau     |
| 59  | United Autosports    | McLaren 720S GT3 Evo          | G          | Grégoire Saucy        | Nicolas Costa      | James Cottingham    |
| 60  | Iron Lynx            | Lamborghini Huracán GT3 Evo 2 | G          | Franck Perera         | Matteo Cressoni    | Claudio Schiavoni   |
| 77  | Proton Competition   | Ford Mustang GT3              | G          | Ben Barker            | Zacharie Robichon  | Ryan Hardwick       |
| 78  | Akkodis ASP Team     | Lexus RC F GT3                | G          | Kelvin van der Linde  | Timur Boguslavskiy | Arnold Robin        |
| 81  | TF Sport             | Chevrolet Corvette Z06 GT3.R  | G          | Charlie Eastwood      | Rui Andrade        | Tom van Rompuy      |
| 82  | TF Sport             | Chevrolet Corvette Z06 GT3.R  | G          | Daniel Juncadella     | Sébastien Baud     | Hiroshi Koizumi     |
| 85  | Iron Dames           | Lamborghini Huracán GT3 Evo 2 | G          | Michelle Gatting      | Doriane Pin        | Sara Bovy           |
| 87  | Akkodis ASP Team     | Lexus RC F GT3                | G          | José María López      | Esteban Masson     | Takeshi Kimura      |
| 88  | Proton Competition   | Ford Mustang GT3              | G          | Dennis Olsen          | Mikkel O. Pedersen | Giorgio Roda        |
| 91  | Manthey EMA          | Porsche 911 GT3 R (992)       | G          | Richard Lietz         | Morris Schuring    | Yasser Shahin       |
| 92  | Manthey PureRxcing   | Porsche 911 GT3 R (992)       | G          | Klaus Bachler         | Joel Sturm         | Aliaksandr Malykhin |
| 95  | United Autosports    | McLaren 720S GT3 Evo          | G          | Marino Satō           | Nico Pino          | Josh Caygill        |
| 777 | D'Station Racing     | Aston Martin Vantage GT3 Evo  | G          | Marco Sørensen        | Erwan Bastard      | Clément Mateu       |

## Prove Libere
Migliori cinque per classe

### Prove Libere 1
| Pos.  | Classe   | #  | Team                  | Piloti             | Tempo    | Gap    |
| ----- | -------- | -- | --------------------- | ------------------ | -------- | ------ |
| 1     | Hypercar | 83 | AF Corse              | Ye Yifei           | 1:31.347 | —      |
| 2     | Hypercar | 50 | Ferrari AF Corse      | Antonio Fuoco      | 1:31.503 | +0.156 |
| 3     | Hypercar | 93 | Peugeot TotalEnergies | Mikkel Jensen      | 1:31.964 | +0.617 |
| 4     | Hypercar | 63 | Lamborghini Iron Lynx | Mirko Bortolotti   | 1:32.015 | +0.668 |
| 5     | Hypercar | 51 | Ferrari AF Corse      | Antonio Giovinazzi | 1:32.065 | +0.718 |
| Pos.  | Classe   | #  | Team                  | Piloti             | Tempo    | Gap    |
| 1     | LMGT3    | 82 | TF Sport              | Daniel Juncadella  | 1:42.113 | —      |
| 2     | LMGT3    | 81 | TF Sport              | Charlie Eastwood   | 1:42.719 | +0.606 |
| 3     | LMGT3    | 54 | Vista AF Corse        | Davide Rigon       | 1:42.971 | +0.858 |
| 4     | LMGT3    | 46 | Team WRT              | Maxime Martin      | 1:42.988 | +0.875 |
| 5     | LMGT3    | 55 | Vista AF Corse        | Alessio Rovera     | 1:43.088 | +0.975 |
| Note: |          |    |                       |                    |          |        |

### Prove Libere 2
| Pos.  | Classe   | #  | Team                      | Piloti            | Tempo    | Gap    |
| ----- | -------- | -- | ------------------------- | ----------------- | -------- | ------ |
| 1     | Hypercar | 50 | Ferrari AF Corse          | Antonio Fuoco     | 1:30.957 | —      |
| 2     | Hypercar | 6  | Porsche Penske Motorsport | Kévin Estre       | 1:31.299 | +0.342 |
| 3     | Hypercar | 83 | AF Corse                  | Robert Švarcman   | 1:31.331 | +0.374 |
| 4     | Hypercar | 8  | Toyota Gazoo Racing       | Brendon Hartley   | 1:31.729 | +0.772 |
| 5     | Hypercar | 12 | Hertz Jota Sport          | Callum Ilott      | 1:32.300 | +1.343 |
| Pos.  | Classe   | #  | Team                      | Piloti            | Tempo    | Gap    |
| 1     | LMGT3    | 81 | TF Sport                  | Charlie Eastwood  | 1:41.986 | —      |
| 2     | LMGT3    | 55 | Vista AF Corse            | Alessio Rovera    | 1:42.173 | +0.187 |
| 3     | LMGT3    | 82 | TF Sport                  | Daniel Juncadella | 1:42.252 | +0.266 |
| 4     | LMGT3    | 27 | Heart of Racing Team      | Alex Riberas      | 1:42.530 | +0.544 |
| 5     | LMGT3    | 54 | Vista AF Corse            | Davide Rigon      | 1:42.672 | +0.686 |
| Note: |          |    |                           |                   |          |        |

### Prove Libere 3
| Pos.  | Classe   | #   | Team                      | Piloti              | Tempo    | Gap    |
| ----- | -------- | --- | ------------------------- | ------------------- | -------- | ------ |
| 1     | Hypercar | 50  | Ferrari AF Corse          | Antonio Fuoco       | 1:31.238 | —      |
| 2     | Hypercar | 15  | BMW M Team WRT            | Dries Vanthoor      | 1:31.272 | +0.034 |
| 3     | Hypercar | 20  | BMW M Team WRT            | René Rast           | 1:31.543 | +0.305 |
| 4     | Hypercar | 83  | AF Corse                  | Robert Švarcman     | 1:31.577 | +0.339 |
| 5     | Hypercar | 5   | Porsche Penske Motorsport | Matt Campbell       | 1:31.671 | +0.433 |
| Pos.  | Classe   | #   | Team                      | Piloti              | Tempo    | Gap    |
| 1     | LMGT3    | 777 | D'Station Racing          | Marco Sørensen      | 1:42.474 | —      |
| 2     | LMGT3    | 27  | Heart of Racing Team      | Daniel Mancinelli   | 1:42.992 | +0.518 |
| 3     | LMGT3    | 31  | Team WRT                  | Augusto Farfus      | 1:43.028 | +0.554 |
| 4     | LMGT3    | 92  | Manthey PureRxcing        | Aliaksandr Malykhin | 1:43.167 | +0.693 |
| 5     | LMGT3    | 95  | United Autosports         | Marino Satō         | 1:43.193 | +0.719 |
| Note: |          |     |                           |                     |          |        |

## Qualifiche
In Grassetto sono segnati i team che hanno raggiunto la Pole position di classe. 
| Pos.  | Classe   | #   | Team                      | Qualifica | Hyperpole | Griglia |
| ----- | -------- | --- | ------------------------- | --------- | --------- | ------- |
| 1     | Hypercar | 50  | Ferrari AF Corse          | 1:30.101  | 1:29.466  | 1       |
| 2     | Hypercar | 83  | AF Corse                  | 1:30.703  | 1:29.885  | 2       |
| 3     | Hypercar | 51  | Ferrari AF Corse          | 1:30.736  | 1:29.953  | 3       |
| 4     | Hypercar | 6   | Porsche Penske Motorsport | 1:31.190  | 1:30.101  | 4       |
| 5     | Hypercar | 5   | Porsche Penske Motorsport | 1:30.221  | 1:30.385  | 5       |
| 6     | Hypercar | 7   | Toyota Gazoo Racing       | 1:30.636  | 1:30.410  | 6       |
| 7     | Hypercar | 20  | BMW M Team WRT            | 1:30.950  | 1:30.600  | 7       |
| 8     | Hypercar | 8   | Toyota Gazoo Racing       | 1:30.497  | 1:30.652  | 8       |
| 9     | Hypercar | 12  | Hertz Team Jota           | 1:30.992  | 1:30.656  | 9       |
| 10    | Hypercar | 99  | Proton Competition        | 1:30.929  | 1:30.692  | 10      |
| 11    | Hypercar | 38  | Hertz Team Jota           | 1:31.322  |           | 11      |
| 12    | Hypercar | 2   | Cadillac Racing           | 1:31.397  |           | 12      |
| 13    | Hypercar | 15  | BMW M Team WRT            | 1:31.549  |           | 13      |
| 14    | Hypercar | 94  | Peugeot TotalEnergies     | 1:31.651  |           | 14      |
| 15    | Hypercar | 93  | Peugeot TotalEnergies     | 1:31.748  |           | 15      |
| 16    | Hypercar | 63  | Lamborghini Iron Lynx     | 1:31.862  |           | 16      |
| 17    | Hypercar | 35  | Alpine Endurance Team     | 1:31.980  |           | 17      |
| 18    | Hypercar | 36  | Alpine Endurance Team     | 1:32.054  |           | 18      |
| 19    | Hypercar | 11  | Isotta Fraschini          | 1:33.575  |           | 19      |
| 20    | LMGT3    | 92  | Manthey PureRxcing        | 1:42.734  | 1:42.365  | 20      |
| 21    | LMGT3    | 27  | Heart of Racing Team      | 1:43.452  | 1:43.058  | 21      |
| 22    | LMGT3    | 46  | Team WRT                  | 1:43.241  | 1:43.099  | 22      |
| 23    | LMGT3    | 32  | Team WRT                  | 1:43.281  | 1:43.105  | 23      |
| 24    | LMGT3    | 85  | Iron Dames                | 1:42.924  | 1:43.151  | 24      |
| 25    | LMGT3    | 88  | Proton Competition        | 1:43.416  | 1:43.229  | 25      |
| 26    | LMGT3    | 91  | Manthey EMA               | 1:43.134  | 1:43.399  | 26      |
| 27    | LMGT3    | 54  | Vista AF Corse            | 1:43.225  | 1:43.523  | 27      |
| 28    | LMGT3    | 55  | Vista AF Corse            | 1:43.198  | 1:43.650  | 28      |
| 29    | LMGT3    | 59  | United Autosports         | 1:43.704  | 1:43.835  | 29      |
| 30    | LMGT3    | 81  | TF Sport                  | 1:43.897  |           | 30      |
| 31    | LMGT3    | 777 | D'station Racing          | 1:43.947  |           | 31      |
| 32    | LMGT3    | 82  | TF Sport                  | 1:44.108  |           | 32      |
| 33    | LMGT3    | 77  | Proton Competition        | 1:44.118  |           | 33      |
| 34    | LMGT3    | 95  | United Autosports         | 1:44.291  |           | 34      |
| 35    | LMGT3    | 78  | Akkodis ASP Team          | 1:44.347  |           | 35      |
| 36    | LMGT3    | 87  | Akkodis ASP Team          | 1:45.680  |           | 36      |
| 37    | LMGT3    | 60  | Iron Lynx                 | 1:46.254  |           | 37      |
| Note: |          |     |                           |           |           |         |

## Gara
I risultati della corsa sono i seguenti:
| Pos   | Classe   | #   | Team                      | Piloti                                                | Auto                             | Giri |
| ----- | -------- | --- | ------------------------- | ----------------------------------------------------- | -------------------------------- | ---- |
| 1     | Hypercar | 7   | Toyota Gazoo Racing       | Mike Conway Kamui Kobayashi Nyck de Vries             | Toyota GR010 Hybrid              | 205  |
| 2     | Hypercar | 6   | Porsche Penske Motorsport | Kévin Estre André Lotterer Laurens Vanthoor           | Porsche 963                      | 205  |
| 3     | Hypercar | 5   | Porsche Penske Motorsport | Matt Campbell Michael Christensen Frédéric Makowiecki | Porsche 963                      | 205  |
| 4     | Hypercar | 50  | Ferrari AF Corse          | Antonio Fuoco Miguel Molina Nicklas Nielsen           | Ferrari 499P                     | 205  |
| 5     | Hypercar | 8   | Toyota Gazoo Racing       | Sébastien Buemi Brendon Hartley Ryo Hirakawa          | Toyota GR010 Hybrid              | 205  |
| 6     | Hypercar | 20  | BMW M Team WRT            | Robin Frijns Sheldon van der Linde René Rast          | BMW M Hybrid V8                  | 204  |
| 7     | Hypercar | 51  | Ferrari AF Corse          | James Calado Antonio Giovinazzi Alessandro Pier Guidi | Ferrari 499P                     | 204  |
| 8     | Hypercar | 83  | AF Corse                  | Robert Kubica Robert Shwartzman Ye Yifei              | Ferrari 499P                     | 204  |
| 9     | Hypercar | 93  | Peugeot TotalEnergies     | Mikkel Jensen Nico Müller Jean-Éric Vergne            | Peugeot 9X8                      | 203  |
| 10    | Hypercar | 2   | Cadillac Racing           | Earl Bamber Alex Lynn                                 | Cadillac V-Series.R              | 203  |
| 11    | Hypercar | 38  | Hertz Team Jota           | Jenson Button Philip Hanson Oliver Rasmussen          | Porsche 963                      | 203  |
| 12    | Hypercar | 63  | Lamborghini Iron Lynx     | Mirko Bortolotti Daniil Kvyat Edoardo Mortara         | Lamborghini SC63                 | 203  |
| 13    | Hypercar | 35  | Alpine Endurance Team     | Paul-Loup Chatin Jules Gounon Charles Milesi          | Alpine A424                      | 201  |
| 14    | Hypercar | 12  | Hertz Team Jota           | Callum Ilott Norman Nato Will Stevens                 | Porsche 963                      | 200  |
| 15    | Hypercar | 94  | Peugeot TotalEnergies     | Paul di Resta Loïc Duval Stoffel Vandoorne            | Peugeot 9X8                      | 199  |
| 16    | Hypercar | 36  | Alpine Endurance Team     | Nicolas Lapierre Mick Schumacher Matthieu Vaxivière   | Alpine A424                      | 199  |
| 17    | Hypercar | 11  | Isotta Fraschini          | Carl Bennett Antonio Serravalle Jean-Karl Vernay      | Isotta Fraschini Tipo 6-C        | 191  |
| 18    | LMGT3    | 31  | Team WRT                  | Augusto Farfus Sean Gelael Darren Leung               | BMW M4 GT3                       | 187  |
| 19    | LMGT3    | 46  | Team WRT                  | Ahmad Al Harthy Maxime Martin Valentino Rossi         | BMW M4 GT3                       | 187  |
| 20    | LMGT3    | 92  | Manthey PureRxcing        | Klaus Bachler Alex Malykhin Joel Sturm                | Porsche 911 GT3 R (992)          | 186  |
| 21    | LMGT3    | 55  | Vista AF Corse            | François Heriau Simon Mann Alessio Rovera             | Ferrari 296 GT3                  | 186  |
| 22    | LMGT3    | 27  | Heart of Racing Team      | Ian James Daniel Mancinelli Alex Riberas              | Aston Martin Vantage AMR GT3 Evo | 185  |
| 23    | LMGT3    | 95  | United Autosports         | Josh Caygill Nico Pino Marino Sato                    | McLaren 720S GT3 Evo             | 185  |
| 24    | LMGT3    | 81  | TF Sport                  | Rui Andrade Charlie Eastwood Tom van Rompuy           | Chevrolet Corvette Z06 GT3.R     | 185  |
| 25    | LMGT3    | 82  | TF Sport                  | Sébastien Baud Daniel Juncadella Hiroshi Koizumi      | Chevrolet Corvette Z06 GT3.R     | 185  |
| 26    | LMGT3    | 77  | Proton Competition        | Ben Barker Ryan Hardwick Zacharie Robichon            | Ford Mustang GT3                 | 184  |
| 27    | LMGT3    | 777 | D'station Racing          | Erwan Bastard Clément Mateu Marco Sørensen            | Aston Martin Vantage AMR GT3 Evo | 184  |
| 28    | LMGT3    | 59  | United Autosports         | Nicolas Costa James Cottingham Grégoire Saucy         | McLaren 720S GT3 Evo             | 184  |
| 29    | LMGT3    | 54  | Vista AF Corse            | Francesco Castellacci Thomas Flohr Davide Rigon       | Ferrari 296 GT3                  | 184  |
| 30    | LMGT3    | 60  | Iron Lynx                 | Matteo Cressoni Franck Perera Claudio Schiavoni       | Lamborghini Huracán GT3 Evo 2    | 183  |
| 31    | LMGT3    | 78  | Akkodis ASP Team          | Timur Boguslavskiy Kelvin van der Linde Arnold Robin  | Lexus RC F GT3                   | 183  |
| 32    | LMGT3    | 87  | Akkodis ASP Team          | Takeshi Kimura José María López Esteban Masson        | Lexus RC F GT3                   | 182  |
| 33    | LMGT3    | 91  | Manthey EMA               | Richard Lietz Morris Schuring Yasser Shahin           | Porsche 911 GT3 R (992)          | 171  |
| 34    | Hypercar | 15  | BMW M Team WRT            | Raffaele Marciello Dries Vanthoor Marco Wittmann      | BMW M Hybrid V8                  | 163  |
| NC    | Hypercar | 99  | Proton Competition        | Julien Andlauer Neel Jani Harry Tincknell             | Porsche 963                      | 167  |
| NC    | LMGT3    | 85  | Iron Dames                | Sarah Bovy Michelle Gatting Doriane Pin               | Lamborghini Huracán GT3 Evo 2    | 33   |
| Rit   | LMGT3    | 88  | Proton Competition        | Dennis Olsen Mikkel O. Pedersen Giorgio Roda          | Ford Mustang GT3                 | 82   |
| Note: |          |     |                           |                                                       |                                  |      |